# Aloe amicorum
Aloe amicorum é uma espécie de liliopsida do gênero Aloe, pertencente à família Asphodelaceae.